# Pogromy Żydów w Galicji w 1897 roku
Pogromy Żydów w Galicji w 1897 roku – wystąpienia antysemickie, które miały miejsce latem 1897 w sześciu powiatach Galicji Zachodniej.
O inspirowanie tych wystąpień Walentyna Najdus-Smolar oskarżyła narodowych demokratów oraz „stojałowszczyków”. Pogromy rozpoczęły się od ataków na żydowskich karczmarzy.
Namiestnik Galicji Leon Jan Piniński wykorzystał pogromy do rozprawienia się z galicyjskim ruchem robotniczym. Wprowadzono stan wyjątkowy w 33 powiatach Galicji, rozwiązano stowarzyszenia robotnicze, zamknięto część gazet.
Podobne wystąpienia antyżydowskie miały miejsce również w latach następnych, zazwyczaj podczas jarmarków. Jednym z największych był pogrom w Zabłotowie w roku 1903.

## Literatura
- Walentyna Najdus - „Szkice z historii Galicji 1900-1904”, KiW, Warszawa 1958